# جوزفين سبنسر
جوزفين سبنسر (بالإنجليزية: Josephine Spencer)‏ هي صحفية وكاتِبة أمريكية، ولدت في 30 أبريل 1861، وتوفيت في 28 أكتوبر 1928.